# 11:11
11:11 är en låt av det spanska alternativa rockbandet Megara, skriven och producerad av Isra Dante Ramos Solomando, Roberto la Lueta Ruiz och Sara Jiménez Moral. Låten släpptes den 15 februari 2024 och var San Marinos bidrag i Eurovision Song Contest 2024.

## Eurovision Song Contest
Megara har tidigare försökt representera Spanien i Eurovision Song Contest 2022 och 2023, utan att lyckas. Bandet försökte återigen delta i den spanska uttagningen, Benidorm Fest, för att kunna tävla i Eurovision Song Contest 2024 men kom inte med. Bandet bestämde sig då i sista stund att skicka in sitt bidrag till Una Voce per San Marino 2024, vilket var San Marinos uttagning till Eurovision Song Contest 2024.
Den 30 januari 2024 tillkännagav San Marino RTV (SMRTV) att bandet var en av deltagarna i uttagningen. I tävlingen lyckades de kvalificera sig till finalen via en andra chansomgång. I finalen den 24 februari 2024 blev låten slutlig vinnare och blev därmed San Marinos bidrag till Eurovision Song Contest 2024 i Malmö. Låten tävlade i den andra semifinalen där den slutade på en 14:e plats med 16 poäng och gick därmed inte vidare till finalen.